# 安野由美
安野 由美（あんの ゆみ、1963年6月20日 - ）は、日本のAV女優。C-more Entertainment（旧 クラップ）所属。

## 略歴・人物
長野県出身。
2014年5月、SODクリエイトの専属女優として50歳でAVデビュー。
2014年9月よりマドンナ専属となる。
2015年1月、専属を離れ企画単体女優としての活動を開始。
2018年、7月にリリースされる作品をもって引退。
2023年3月14日、新たに開設したツイッターでマドンナのレーベル「MONROE」の専属女優として復帰することを発表。

## 2014年
- 50代… 人生最後の決断… 安野 由美 50歳 AV Debut（5月1日、SODクリエイト）
- 仕事の合間と帰宅途中に同僚や旦那に内緒で乱れる人妻 イケないと思いながら身も心もグッショリ濡らす不貞SEX デビュー第2章 安野由美 50歳（6月19日、SODクリエイト）
- 仕事を休んで、息子よりも若いアオクサ童貞ち○ぽこに舌鼓（したづつみ〔ママ〕） －第3章－ 安野由美 50歳（7月24日、SODクリエイト）
- 旦那より若い男の元気な子種で排卵日前後3日間に中出しSEX 『中出しの快感が戻ってきた…』 50代… 人生最後の決断… 最終章 安野由美 50歳（8月21日、SODクリエイト）
- 嫁の母（9月25日、マドンナ） 共演：華原亜美
- 友人の嫁（10月25日、マドンナ）
- 人妻女教師、真夏の汗だく授業。（11月25日、マドンナ）
- バイト先で知り合った素敵な奥さん（12月25日、マドンナ）

## 2015年
- 毎週金曜日、自宅で夫の部下に抱かれています。（1月25日、マドンナ）
- 人妻痴漢電車 〜さわられた五十路母〜（2月26日、センタービレッジ）
- 夫の留守、自宅にセフレを招いてセックスに溺れる人妻（3月7日、マドンナ）
- 人妻背徳慕情 〜愛欲に堕ちた五十路妻〜（3月13日、オルガ）
- 大失禁。 〜上品ぶってる淫乱奥様のみっともないビショ濡れ交尾〜（3月19日、ヴィーナス）
- 尽きない快楽、愛液にまみれて。（4月1日、TEPPAN）
- 兄弟の嫁 帰郷スワッピング 美熟女夢の共演!!（4月7日、マドンナ）
- 宿泊中は24時間いつでも即ハメ対応致します 半裸温泉 ハメ屋旅館（4月9日、SODクリエイト）
- 本当にあった!! 完熟生保レディの中出し契約テクニック（4月9日、センタービレッジ）
- 母の友人（4月25日、マドンナ）
- 五十路 義母が僕の担任の先生に犯される 大人の事情を知ってしまった思春期の息子と秘密の契りを交わす 愛欲交配中出しセックス（4月25日、セレブの友）
- 娘と海外旅行に行くのでそこで「娘と一緒にビキニを着たいっ!」という母親。子供に恥をかかせたくないので、エステに行って気合をいれて体をシェイプアップ…のはずが施術師に媚薬を飲まされ、感度が上がってたまらなくなった母親が10年ぶりにイキまくる悶絶オイルマッサージ（4月30日（レンタル）/5月2日（セル）、LEO）
- 彼女の母（5月7日、センタービレッジ）
- ノーパンで僕を誘惑する隣の奥さん（5月25日、マドンナ）
- 息子の為に会社社長に身を捧げる妻 恥知らずな母でごめんなさい… パワハラ社長に犯され恥辱に染まった五十路熟女の秘部（5月25日、セレブの友）
- 独占!人の妻ワイドスペシャル Vol.114 あなたの欲しい…いっぱい出して!（5月28日（レンタル）/7月24日（セル）、アテナ映像）
- 初めてのレズを旦那に覗かれた団地妻たち（5月29日（レンタル）/6月5日（セル）、LEO）
- 人妻恥悦旅行（6月4日、グローリークエスト）
- 義母娘 接吻レズ調教 〜舌に堕ち、唾液に溺れる嫁姑関係〜（6月7日、ビビアン）
- 団地管理人による人妻わいせつ映像（6月26日、青空ソフト）
- 熟シャッ!! 熟女を溺愛するカタチ（7月4日、ワープエンタテインメント）
- 超豪華ハーレム 大乱交同窓会 夢の共演240分SP（7月9日、SODクリエイト）
- 母は息子と一緒にイキたがる!（7月13日、ヴィーナス）
- 禁断介護（7月16日、グローリークエスト）
- 女将さんのお小水（7月20日、レイディックス）
- 高級家具店 跡継ぎ女社長 ショールームで犯されて…（7月25日、マドンナ）
- 痴女が出没する不思議な性感エレベーター（7月25日、セレブの友）
- 射精管理で絶対改善!! 安野由美の早漏チ●ポ研究所（8月1日、ヴィーナス）
- 軟禁 ヤリ漬け部屋 〜強制人妻調教〜（8月6日、グローリークエスト）
- 母娘欲情接吻 娘の情事を覗き見してしまった母はカラダの火照りが抑えられず夫以外の男と禁断の不倫接吻セックスに溺れる（8月6日、ヒビノ）
- 寝取られいいなり温泉へようこそ（8月13日、溜池ゴロー）
- 夜の高速バスで痴漢を誘う人妻（8月15日、LOTUS）
- アナル舐め 高級痴女サロン 5 淫語連発で尻穴ほじる ドスケベ性感VIPコース（8月25日、セレブの友）
- 丸ごと! 安野由美SPECIAL8時間 〜奇跡の50歳、由美のオ◌コに包まれたなら。〜（8月25日、マドンナ）※総集編
- おばさん家庭教師 〜お子さんの童貞卒業させてあげます〜（8月27日、ヴィーナス）
- 撮影現場のカメラの前でおしっこをするAV女優（9月3日、グローリークエスト）
- 真夏の人妻調教日記（9月7日、アタッカーズ）
- 母子寝取り物語 〜母さんは僕のモノ〜（9月19日、ABC）
- 熟女からのロリータ入門（9月20日、レイディックス）
- ステキな熟女とヌルヌルさんぽ こんな所で濡れちゃうなんて…（9月24日（レンタル）/11月27日（セル）、アテナ映像）
- 禁断のSMマンション 2 マゾ雌犬に躾けられる緊縛凌辱の儀式（9月25日、セレブの友）
- エロきわ奥さまの裸エプロン（10月1日、グローリークエスト）
- 息子の同級生に毎日輪姦されています。（10月7日、マドンナ）
- 2周年記念作品 50歳すぎて初めての大量精飲33発 安野由美51歳（10月8日、コスモス映像）
- 幸福をもたらす下町のおでん屋さんの女将さん 5（10月13日、セレブの友）
- 淫乱団地妻 危険!息子の友人に中出しまでさせる淫乱母（10月19日、乱丸）
- 卑猥ドッキリ(秘)報告 欲情する熟妻 きわどい所をマッサージされて快感に身をよじる純真妻歳（10月30日（レンタル）/12月25日（セル）、アテナ映像）
- 母子交尾 【菅平路】（11月7日、ルビー）
- 「国語教師・英語教師・体育教師・保健室の先生・学校長…先生方の朝の性欲処理はボクの役割」 5人の女教師と連続セックスで精子からっぽ学園生活（11月12日、SODクリエイト）
- 隣のおばさんから2千円借りてたら 金がないなら体で払えって（11月19日、ルビー）
- 熟逆3Pトランス（11月25日、美）
- 撮影現場のカメラの前でおしっこをするAV女優 2（12月3日、グローリークエスト）
- 52歳のボクの主治医は喉を鳴らして飲んだ精子で患者のカラダを把握する（12月8日、無言）
- 熟女レズ バイブマニアとエロ下着マニア（12月19日、ルビー）
- わがままを30発飲み干す由美ママ（12月19日、エムズビデオグループ）
- 縛られた人妻 〜麻縄に溺れるセカンドライフ〜（12月25日、マドンナ）

## 2023年
- 想い溢れる母の日―。 最愛の人と、“禁断”の中出し接吻性交。（4月11日、マドンナ）

## 出演

### 映画
- 夫がツチノコに殺されました。（2017年7月9日公開、オーピー映画） - 「須山里美」役[3]